# چرنیژوو
چرنیژوو (به لاتین: Czerniejewo) یک شهر و گمینا در لهستان است که در گمینا چرنگیوو واقع شده‌است. چرنیژوو ۱۰٫۲ کیلومتر مربع مساحت و ۲٬۵۵۶ نفر جمعیت دارد.